# La storia di Glenn Miller
La storia di Glenn Miller (The Glenn Miller Story) è un film del 1954 diretto da Anthony Mann.

## Trama
È la storia di Glenn Miller, il trombonista e direttore di orchestra che fece conoscere lo swing al grande pubblico di tutto il mondo, dai lunghi anni di difficoltà e fallimenti fino all'enorme successo, dalla conquista della moglie Helen alla tragica morte sul Canale della Manica il 15 dicembre 1944, a causa di un incidente aereo, quando il velivolo su cui viaggiava scomparve ed è da ritenersi disperso in azione.

## Distribuzione
Il film uscì nelle sale nel 1954, in Italia venne proiettato il 12 maggio 1954.

## Riconoscimenti
Nel 1955 il film vinse un Oscar per la miglior canzone, e fu candidato per la miglior musica e per la miglior sceneggiatura. James Stewart ottenne la candidatura ai BAFTA Awards come miglior attore, mentre Anthony Mann ebbe la candidatura ai Directors Guild of America come regista.
La colonna sonora occupò per dieci settimane la prima posizione nella Billboard 200.